# Starucha
Starucha – potok, lewobrzeżny dopływ Nysy Szalonej o długości 11,25 km i powierzchni zlewni 22,16 km².
Źródło potoku znajduje się na północ od góry Owczarek i na wschód od Czartowskiej Skały na Pogórzu Złotoryjskim, przy drodze lokalnej z Pomocnego do drogi wojewódzkiej nr 365. Od źródeł Starucha płynie w kierunku wschodnim, przepływa przez wieś Chełmiec, gdzie zmienia kierunek na północno-wschodni. Dalej przepływa przez wieś Piotrowice, gdzie łączy się z dopływem spod Chełmca. Między Piotrowicami a Starym Jaworem odbija na północny zachód, łączy się z potokiem Męcinką i paręset metrów dalej wpada do Nysy Szalonej.